# Lenn Keller
Pour les articles homonymes, voir Keller.
Lenn Keller, de son vrai nom Helen Lenora Keller, (Evanston (Illinois), 29 septembre 1951 - Oakland (Californie), 16 décembre 2020), est une photographe et réalisatrice américaine.